# Dynastie Tamasese

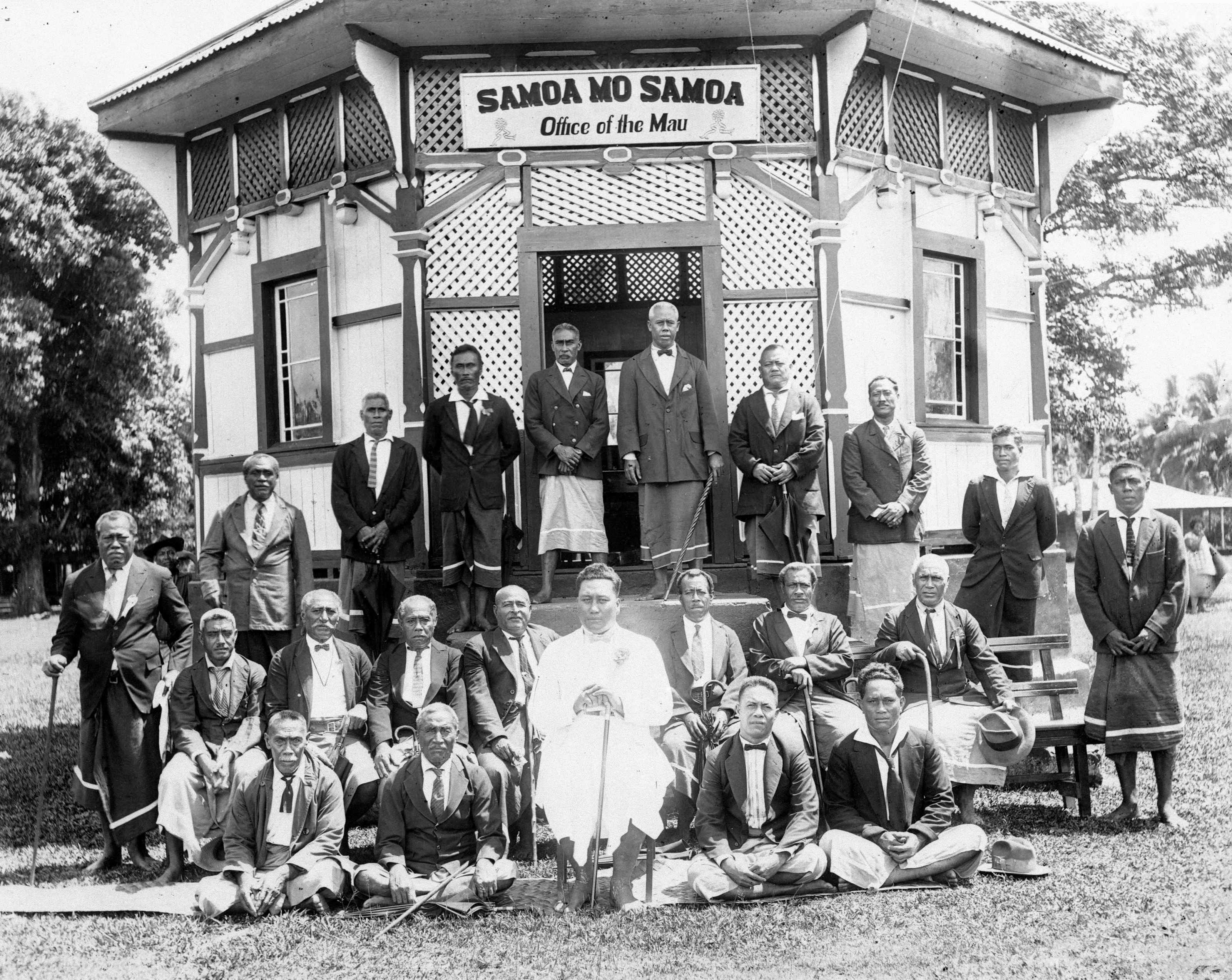
Les dirigeants mau et Tupua Tamasese Lealofi III devant le bureau mau dans le village de Vaimoso, près d'Apia en 1929.

La dynastie Tamasese est l'une des quatre familles samoanes détenant le titre coutumier de tama 'aiga. Son fief se situe sur l'île d'Upolu. Elle porte le titre de Tupua.

## Successions au titre depuis leXIXesiècle
| Période     | Nom                               | Notes                          |
| ----------- | --------------------------------- | ------------------------------ |
| 1830 - 1891 | Tupua Tamasese Titimaea           |                                |
| 1891-1915   | Tupua Tamasese Lealofi Ier        | Fils du précédent              |
| 1915-1918   | Tupua Tamasese Lealofi II         | Fils aîné du précédent         |
| 1918-1929   | Tupua Tamasese Lealofi III        | Frère cadet du précédent       |
| 1929-1963   | Tupua Tamasese Mea'ole            | Frère du précédent             |
| 1963-1983   | Tupua Tamasese Lealofi IV         | Neveu du précédent             |
| Depuis 1983 | Tupua Tamasese Tupuola Tufuga Efi | Fils de Tupua Tamasese Mea'ole |